# Agustín Sant’Anna
Ariel Agustín Sant’Anna Quintero (ur. 27 września 1997 w Montevideo) – urugwajski piłkarz występujący na pozycji prawego obrońcy, od 2024 roku zawodnik argentyńskiego River Plate.